# Чекашеви Поляни
Чекаше́ви Поля́ни (рос. Чекашевы Поляны, ерз. Чекашевы Поляны) — село у складі Ковилкінського району Мордовії, Росія. Входить до складу Краснопрісненського сільського поселення.
Населення — 147 осіб 2010; 217 у 2002).
Національний склад станом на 2002 рік:
- росіяни — 73 %